# Camille Saint-Saëns

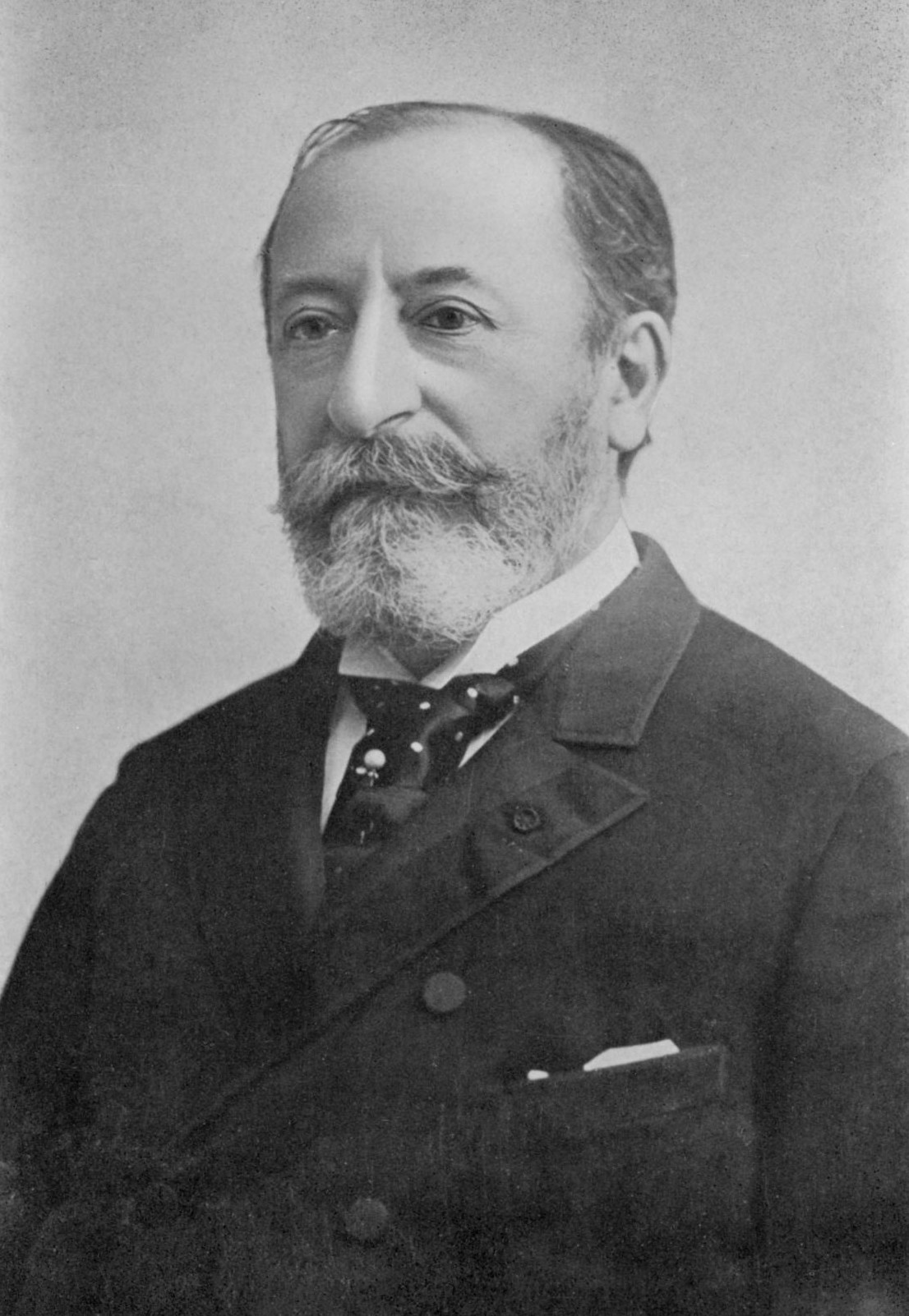
Charles Camille Saint-Saëns

Charles-Camille de Saint-Saëns (París, 9 de octubre de 1835-Argel, 16 de diciembre de 1921) fue un compositor, director de orquesta, organista, pianista y militar francés.
Músico muy dotado —fue un virtuoso pianista y también un excelente improvisador al órgano—, espíritu curioso ante todo, escritor, caricaturista, gran viajero, Saint-Saëns desempeñó un papel excepcional en la renovación de la música francesa, tanto por su enseñanza —tuvo como alumnos, entre otros, a Gabriel Fauré y a André Messager—, como, sobre todo, por su actividad en favor de la música nueva —fue uno de los fundadores de la Société Nationale de Musique, destinada a tocar y difundir la música francesa—. Puede considerársele un eslabón esencial de la renovación que condujo a Claude Debussy y a Maurice Ravel.
Saint-Saëns fue un intelectual multifacético. Desde pequeño se dedicó al estudio de la geología, la arqueología, la botánica y la entomología, específicamente concentrándose en la rama de los lepidópteros. Fue también un excelente matemático. Además de la actividad musical como compositor, intérprete y crítico, se dedicó a las más variadas disciplinas, se entretuvo en discusiones con los mejores científicos europeos y escribió doctos artículos sobre acústica, ciencias ocultas, escenografía teatral en la Roma Antigua e instrumentos antiguos. Fue miembro de la Sociedad Astronómica de Francia, poseía un telescopio propio y organizaba sus conciertos de tal modo que coincidieran con algunos acontecimientos astronómicos (como eclipses solares), para que el público pudiera participar de esos eventos siderales después de los musicales, atisbando el universo a través de su instrumento, previamente instalado este en las inmediaciones de manera que fuera fácil para el público asistir a esas muestras también de su interés. Asimismo escribió una obra filosófica, Problemas y misterios, un volumen de poesía, Rimes familières, y la comedia La crampe des écrivains, que tuvo un gran éxito.
Su extensa obra —elaboró más de cuatrocientas composiciones, en las que abordó casi todos los géneros musicales— es muy ecléctica, de un gran clasicismo e incluso en algunas composiciones parte del romanticismo medio y de una perfección a menudo un poco forzada, lo que ha motivado que se la considere demasiado académica en Francia, sobre todo. Sin embargo, a menudo es una música de gran belleza, con una gran calidad de escritura. Fue igualmente el primer gran compositor que escribió música para el cine.
Aunque vivió casi siempre en París, se consideraba hijo adoptivo de Dieppe, pequeña ciudad de la Alta Normandía, donde se instaló en 1888. Hoy día su legado se expone en el Château-Musée de dicha localidad, en una sala expresamente dedicada a él, el salón Saint-Saëns.

## Biografía
La vida de Camille Saint-Saëns atravesó todo el período romántico; fue uno de los protagonistas de la segunda fase de este movimiento y asistió a su declive en pleno siglo XX. El año en que nació se estrenaron I puritani de Vincenzo Bellini, Lucia di Lammermoor de Gaetano Donizetti y La judía de Jacques Fromental Halévy. Robert Schumann compuso Carnaval y Liszt comenzó Años de peregrinaje. Felix Mendelssohn, Frédéric Chopin y Schumann habían llegado al cenit de sus carreras. A la muerte de Saint-Saëns ya habían pasado ocho años del estreno de La consagración de la primavera —al que asistió— y tres del fallecimiento de su detestado Claude Debussy. Maurice Ravel —que admiraba a Saint-Saëns por sus dotes de orquestador— ya había compuesto la mayor parte de sus obras mayores, e Igor Stravinski acababa de iniciar su aventura neoclásica con Pulcinella (1920).

### Niño prodigio

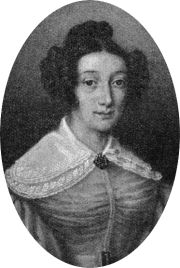
Françoise Clémence Collin (1809-88), madre de Camille Saint-Saëns.

Charles Camille Saint-Saëns nació el 9 de octubre de 1835 en la Rue du Jardinet, 3 (en el Barrio Latino de París).
Su apellido es el nombre de un pequeño pueblo de Normandía del que procedía su familia, de origen campesino. Su padre, Victor Saint-Saëns, era un funcionario público que se estableció en París y que en 1834 se casó con Clémence Collin (1809–88). El padre falleció de tuberculosis solo tres meses después de que naciese su primer y único hijo. Los médicos aconsejaron a su madre que enviara al delicado niño con una niñera a respirar los aires del campo a Corbeil, durante un periodo de dos años, ya que era probable que su padre le hubiera transmitido la enfermedad (estaban en lo cierto, ya que Camille padeció a lo largo de toda su vida afecciones pulmonares). Su madre, Clémence, tenía pocos medios para criarlo, y recibió con agrado la oportunidad de seguir viviendo con su tía abuela, Charlotte Masson, cuando esta enviudó.
A finales de 1837, el pequeño Camille volvió a París y vivió rodeado del cariño de estas dos mujeres, sobre todo de Charlotte, que ya desde muy niño le permitía tocar el piano. De niño fue un prodigio al piano, dotado de oído absoluto.[cita requerida]
A los dos años y medio se sentó por vez primera frente a un pequeño piano que nadie había abierto desde hacía años. El pequeño Camille tocaba las notas una a una, cuidadosamente, hasta oírlas desaparecer; hubo que afinarlo y desde los dos años empezó a practicar el piano con su tía abuela que, aunque no era profesora, tenía una sólida formación musical. Le consiguieron piezas fáciles de Franz Joseph Haydn y de Wolfgang Amadeus Mozart, ya que no quería tocar las piezas habituales de los álbumes infantiles. Comenzó también muy pronto a componer. Su primera obra fue una pequeña pieza para el piano, datada el 22 de marzo de 1839 (cuando tenía 4 años y 7 meses), que se conserva en la Biblioteca Nacional de Francia. A los cinco años escribió su primera canción (Le Soir), y ya podía tocar sonatas sencillas al piano. La precocidad de Saint-Saëns no se limitó solo a la música, ya que a los tres años ya leía y escribía, y cuatro años más tarde empezó a aprender latín.

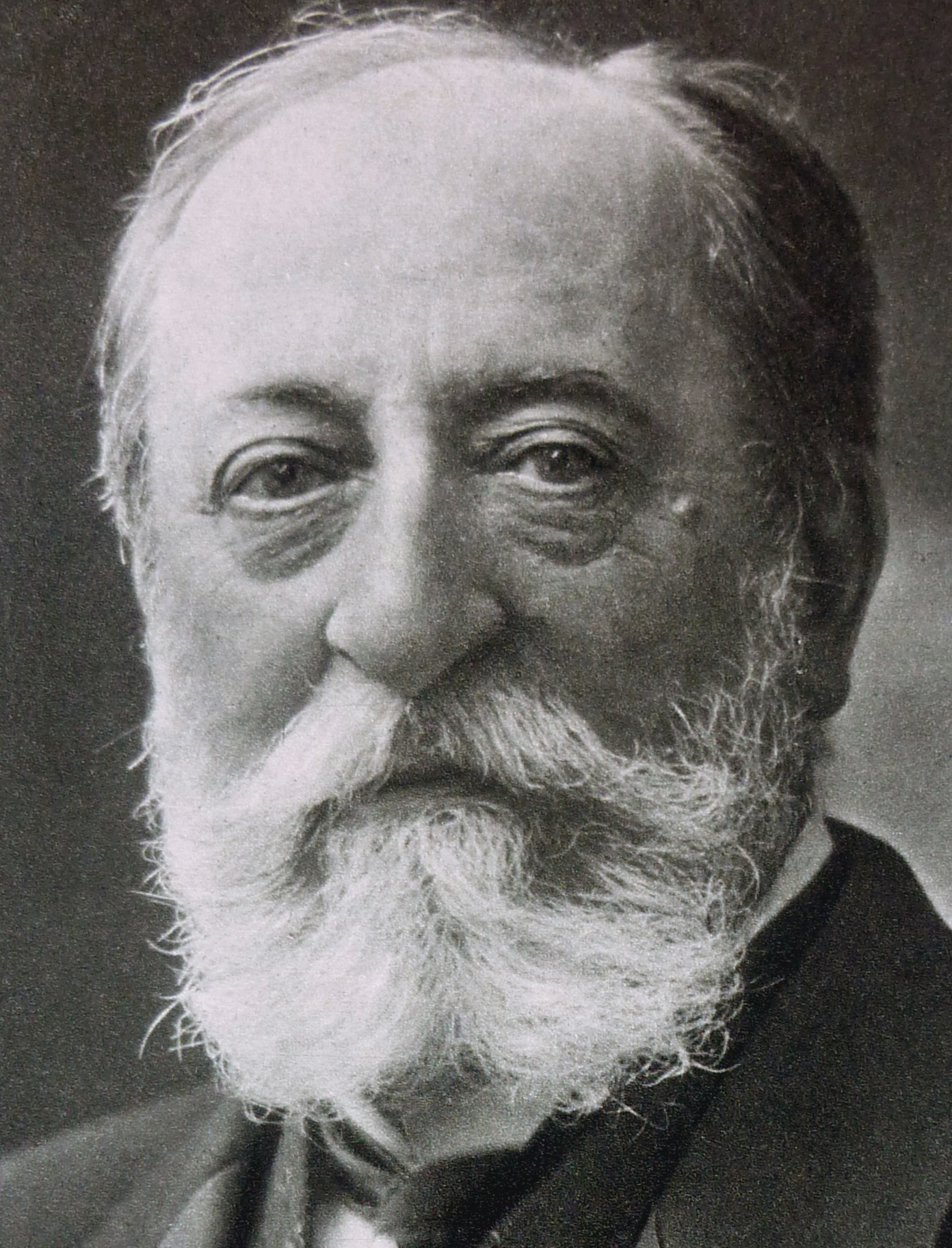
Camille Saint-Saëns.

Se subió por primera vez a un escenario tocando al piano la Sonata para violín de Ludwig van Beethoven. En 1842, cuando tenía 7 años, Saint-Saëns comenzó a tomar lecciones de piano con Camille-Marie Stamaty (1811-70), un discípulo de Friedrich Kalkbrenner que obligaba a sus alumnos a tocar el piano con los antebrazos apoyados en una barra situada frente al teclado, para que no fortalecieran los brazos, sino las manos y los dedos. Estudió el Clave bien temperado de Johann Sebastian Bach —analizando los elementos de las fugas—, las obras pianísticas de Robert Schumann y Franz Liszt, así como la armonización e instrumentación de alguna de las obras de Richard Wagner. Por propia iniciativa estudió en profundidad la partitura de Don Giovanni, de Mozart.
La familia Saint-Saëns vivía pared con pared con Jean-Pierre Granger, un pintor condiscípulo de Jean Auguste Dominique Ingres. Ambas esposas se hicieron muy amigas, y muchas veces los Saint-Saëns acompañaban a los Granger al estudio de Ingres y juntos daban largos paseos. Así conoció Camille al famoso pintor cuando tenía cinco años, e Ingres, a menudo, le hablaba de Mozart, de Christoph Willibald Gluck y de otros músicos del pasado. Camille ya tocaba con bastante soltura algunas de las sonatas de Mozart y dejaba atónito al maestro, que acudía a escucharlo de vez en cuando. A los ocho años compuso un adagio y con toda seriedad se lo dedicó. El pintor le correspondió con un pequeño medallón, que tenía en uno de los lados un dibujo a lápiz de Mozart de perfil, y, al otro, la siguiente dedicatoria: «A M. Saint-Saëns, encantador intérprete de un divino artista».

### Primer recital
El pianista y pedagogo Camille Stamaty le consiguió un recital en la Sala Pleyel, que fue su debut público el 6 de mayo de 1846, acompañado por Théophile Tilmant, violinista y director de orquesta francés. Interpretó el Concierto en do menor de Beethoven y el Concierto de piano nº 15, KV 450 de Mozart, con una cadencia final de su propia invención. Tocó también varias piezas de Georg Friedrich Händel, Friedrich Kalkbrenner, Johann Nepomuk Hummel y Johann Sebastian Bach. Como bis, Saint-Saëns se ofreció a tocar, de memoria, cualquiera de las treinta y dos Sonatas para piano de Beethoven. En los periódicos de casi toda Europa —e incluso en alguno de los Estados Unidos, de Boston— aparecieron reseñas de este increíble concierto y fue saludado como un nuevo Mozart. Stamaty quería que Camille emprendiese una vida de joven concertista prodigio, con él como mánager, pero su madre, más preocupada por su mala salud y por darle una educación general, no aceptó más encargos, y a partir de ese momento la relación entre pupilo y maestro se enfrió.
Siguió los estudios ordinarios con brillantez, y mostró un gran interés por todas las disciplinas científicas y literarias.
Gracias a Stamaty conoció a quien sería su profesor de composición, Pierre Maleden Siempre le guardó un gran cariño, pese a reconocer que sus clases eran a veces muy tempestuosas. Maleden había perfeccionado un método propio de enseñanza, que se basaba en considerar los acordes no en sí mismos —como quintas, sextas o séptimas—, sino según el lugar de la escala en la que aparecían. Tenían diversas características según el lugar que ocupaban, y podía explicar ciertas cosas que en sí no eran inexplicables. Este método se enseñó durante algún tiempo en la École Niedermeyer, pero enseguida cayó en desuso.
En 1848, ingresó en el Conservatorio de París —el antiguo conservatorio de la rue Bergère—, donde asistió primero como oyente a la clase de órgano de François Benoist, y más tarde como alumno oficial. Estudió composición con el maestro Jacques Fromental Halévy, que faltaba frecuentemente por estar muy ocupado con sus propias óperas, lo que permitió a Saint-Saëns pasar largas horas en la biblioteca estudiando música antigua y moderna. También tomó lecciones de acompañamiento y de canto y a menudo asistía a las interpretaciones de la Sociedad de Conciertos, gracias a que Marcelin de Fresne le permitió permanecer en su palco, lo que hizo durante varios años. En esos años del Conservatorio comenzó a sentir devoción por Victor Hugo, pasión que mantuvo toda su vida esperando impaciente y devorando cada obra nueva del poeta, como manifiesta la cantidad de poemas suyos a los que puso música. Recibió los consejos de Charles Gounod. Obtuvo el primer premio de órgano, pero nunca logró ganar el prestigioso Prix de Rome, al que se presentó en 1852 —también lo hizo en 1864—, del que fue rechazado por ser aún muy joven. Sin embargo, la obra presentada en 1852, la cantata Ode à Sainte-Cécile (Oda a Santa Cecilia), pronto tuvo su recompensa, ya que consiguió el primer premio en el concurso organizado por la Sociedad Santa Cecilia de Burdeos el mismo 1852.
En 1853, a los 18 años, compuso su primera Sinfonía en mi bemol mayor, una obra que remitió anónimamente a la misma Sociedad Santa Cecilia como de un compositor alemán, ya que así lograría que lo tomaran en serio y no lo rechazasen por su edad. La obra fue admitida y, una vez conocida su autoría, fue estrenada el 11 de diciembre de 1853, dirigida por Seghers, con gran éxito. Provocó el asombro de varios críticos y compositores asistentes, como Gounod, Schumann, Gioachino Rossini y Hector Berlioz, que comentó: «Lo sabe todo, pero le falta inexperiencia». («Il sait tout, mais il manque d'inexpérience»).
Seegers acostumbraba a invitar a los jóvenes talentos a su propia casa y allí fue donde conoció a Franz Liszt, con el que habría planeado dar un ciclo de conciertos con los últimos cuartetos de Beethoven, que al final no fructificó. Seegers conocía a Liszt, pues había sido profesor de su mujer, una pianista bastante reputada, y reaparecía en París tras muchos años, casi como leyenda. Así lo conoció el joven Camille, con 18 años, asistiendo a una interpretación que consideró prodigiosa. Aunque ya conocía y admiraba sus obras:

Digno de contar, sobrepasó incluso las esperanzas que tenía. El sueño de mi imaginación juvenil era solo prosa en comparación con el Himno de Baco evocado en sus sobrenaturales dedos. Nadie que no le haya oído en plenitud de sus facultades puede hacerse una idea de su manera de tocar.
Camille Saint-Saëns

En los conciertos de la Société Sainte-Cécile, Saint-Saëns pudo escuchar por vez primera mucha música de la nueva escuela francesa, que tenía cerradas las puertas de la Sociedad del Conservatorio. Allí asistió a interpretaciones de la Sinfonía en do, de Schubert; de fragmentos de la ópera de Carl Maria von Weber, Preciosa; de las sinfonías de Gade, Gouvy, Gounod y Reber, y del Corsaire y el Rey Lear, de Berlioz. Asistió también a una representación bajo la batuta del mismísimo Berlioz, quien dirigió L'Enfance de Christ (La infancia de Cristo) y un adelanto de una obra a medio hacer, La fuite d'Egypte (La huida de Egipto).

### Plena actividad musical

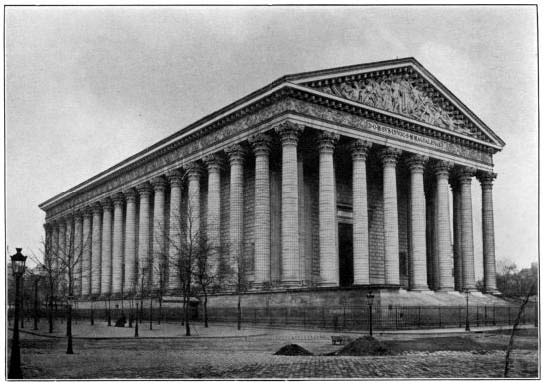
Iglesia de la Madeleine (alrededor de 1900), donde tocó el órgano (1857-1877).

Para ganarse la vida, ese mismo año 1853 empezó a trabajar como organista en la iglesia de Saint-Merry, puesto que desempeñó hasta 1857. Cuando cumplió los 17 años, el abad de la iglesia, el padre Gabriel, lo invitó -como agradecimiento tras haberle dedicado Saint-Saëns su Misa opus 4- a acompañarle a solas en un viaje a Italia para poder escuchar el coro de la Capilla Sixtina. Fue el primero de los muchos viajes que realizó a lo largo de toda su vida. A partir de 1857, sustituyó a Louis James Alfred Lefébure-Wely como organista de la Iglesia de la Madeleine, uno de los puestos de organista mejor remunerados de todo París —300 francos por año— y para el que había gran competencia, un puesto que mantuvo hasta finales de 1877.
Sus improvisaciones encandilaron al público parisino y le granjearon el elogio de Liszt, que acudió a escucharle y que en 1866 dijo que Saint-Saëns era el más grande organista del mundo. Con el tiempo, Liszt llegó a ser uno de sus mejores amigos. También en ese año 1856 presentó su Sinfonía Urbs Roma al concurso de la Société Sainte-Cécile, y obtuvo otro primer premio.
Además de dedicarse a sus propias composiciones, colaboró en la edición de obras de Gluck, Beethoven, Liszt, Mozart y de los clavecinistas franceses. En 1858, el editor Girod le pagó 500 francos por sus Seis dúos para armonio y piano. Con ese dinero se compró un telescopio, que montó él mismo siguiendo las instrucciones.
En 1861 conoció a Richard Wagner cuando actuaba como pianista en la Ópera de París en una presentación de Tannhäuser. Wagner quedó encantado con aquel joven pianista que tocaba a primera vista con tanta facilidad y comprensión su complicada obra. Wagner diría algunos años más tarde que Saint-Saëns era «el más grande compositor francés vivo». Por su parte, Saint-Saëns defendió con ahínco su música —en especial Tannhäuser y Lohengrin—, y también la de Schumann, contra la opinión generalizada de la Sociedad del Conservatorio.
De 1861 a 1865 se dedicó, por primera y única vez, a la enseñanza, obteniendo la cátedra de piano en la École Niedermeyer. Se saltó la tradición al incluir en los programas obras de compositores contemporáneos, como Liszt, Charles Gounod, Robert Schumann, Berlioz y Wagner, cuando no se preveía más que a Bach y a Mozart. Entre sus alumnos hubo futuros grandes compositores, como Cécile Chaminade, André Messager, Jacques Albert Perilhou, Eugène Gigout y Henri Duparc, y uno destinado a la celebridad, Gabriel Fauré, su discípulo preferido, al que también distinguió con su amistad. En esos años entabló amistad con los compositores Bizet, Rossini y Berlioz, con la cantante Pauline Viardot y con el grabador Gustave Doré.
En casa de su madre se reunían Lemoine, el politécnico melómano, fundador de la Trompette; Henri Régnault, pintor doble de un tenor que hacía las delicias del cenáculo y que, el primero, debía de cantar en una de estas reuniones íntimas, Samson et Dalila; Clairin, otro pintor, Cazalis, médico, poeta y filósofo que escribió las estrofas de La danza macabra, y la compositora Augusta Holmès, la reina y la musa adorada y respetada de este reino del arte y del pensamiento.
En 1864, siendo ya un compositor muy conocido, decidió de forma sorprendente participar de nuevo en el Concurso de Roma y, segunda sorpresa, no fue elegido. El jurado premió a un compositor llamado Victor Sieg.
En 1866 comenzó a interesarse por la ópera y a frecuentar a Berlioz, que entonces tenía ya 64 años. Asistía a muchos ensayos de Berlioz, que por esa época supervisaba la producción de la ópera Armide de Gluck en el Teatro Lírico. Saint-Saëns sería siempre un gran admirador suyo, aunque eso no le impidió criticar sus supuestos defectos, como el tratamiento de las voces como si fueran un instrumento.
En 1867, su cantata Las bodas de Prometeo (Les noces de Prométhée) ganó el primer premio del concurso organizado en conmemoración de la Grande Fête Internationale du Travail et de l'Industrie (Gran Feria Internacional del Trabajo y de la Industria). Los miembros del jurado eran Rossini, Daniel François Esprit Auber, Berlioz, Giuseppe Verdi y Gounod, por lo que puede decirse seguramente que fue uno de los jurados más destacados de todos los tiempos. Al año siguiente, en 1868, Saint-Saëns dirigió una serie de conciertos y tuvo como solista al ya famoso Antón Rubinstein. Enseguida simpatizaron y Rubinstein le comentó que nunca había dirigido en Francia; Saint-Saëns le consiguió inmediatamente un concierto tres semanas más tarde y le propuso estrenar un concierto de piano que él le escribiría. Este es el origen de una de sus obras más famosas, su Segundo concierto para piano, escrita en diecisiete días y que tuvo un éxito clamoroso; el compositor estuvo al piano y el pianista y director ruso al frente de la orquesta el 13 de mayo de 1868. Lo ocurrido comenzó a comentarse en los círculos musicales y a publicarse en los periódicos y, poco a poco, este concierto fue uno de los más conocidos en todo el mundo. Ese mismo año fue nombrado Caballero de la Legión de Honor en reconocimiento a su prestigio.
Saint-Saëns en esos años quería escribir una ópera, y por ello no desdeñó un libreto que le ofreció Leon Carvalho, director del Teatro Lírico, que otros compositores no quisieron, ya que tenía pocas posibilidades de ser interpretada, Le timbre d'Argent. Consiguió que Barbier y Carré le pulieran el libreto y se retiró dos meses a Louveciennes donde acabó la partitura. Carvalho no mostró ningún interés por la obra durante dos años pero, ante la insistencia de Saint-Saëns, le permitió que le tocara la partitura al piano, tras una cena en casa del empresario. Carvalho tenía la intención de montar un espectáculo con muchas bailarinas —quería para su mujer un papel principal— y le obligó a realizar continuos cambios, y cuando finalmente parecía que iba a producirse, la compañía del Teatro Lírico quebró. Pocas semanas más tarde parecía que se vería la obra cuando Perrin, mánager de la Ópera, se interesó por la obra. De nuevo, solicitó cambios y adaptaciones y no logró un clima de cooperación con el compositor, y finalmente perdió interés por la obra. Casualmente, un sobrino suyo de Locle se hizo cargo del Teatro de la Ópera Cómica, y entonces sí parecía que iba a haber producción... cuando estalló la guerra franco-prusiana. Saint-Saëns, desgraciadamente, no pudo ver montada su primera ópera, una obra que tantos esfuerzos y desvelos le había consumido. La obra se estrenaría en París, en el Teatro Lírico, el 23 de febrero de 1877, y volvió a presentarse en 1913.

### Guerra franco-prusiana
En julio de 1870 Saint-Saëns viajó a Weimar para asistir a los festejos de celebración del centenario de Beethoven, y tocó con el pianista Theodor Ratzenberger. Días más tarde iniciaría la guerra. Durante el sitio de París (septiembre de 1870-enero de 1871), Saint-Saëns se incorporó como simple soldado a la Guardia Nacional —sirvió en el 4.º Batallón del Sena—, una experiencia que, pese a que solo duró cinco meses, le causó una profunda impresión. Hizo guardias en las murallas e hizo de apagafuegos. Entre salidas, daba conciertos a beneficio de las ambulancias o reanimaba con su música el coraje desfalleciente de sus camaradas. Compuso una Marcha Heroica en memoria de su amigo Régnault, muerto en la batalla que se libró en las cercanías de París. Durante esos días Saint-Saëns y otros pocos compositores fundaron la Sociedad Nacional de Música con Romain Bussine (con quien compartió la presidencia), Alexis de Castillon, Gabriel Fauré, César Franck y Édouard Lalo, con el objetivo de promover un nuevo y original estilo musical francés. La institución comenzó a funcionar una vez que se retiraron las tropas alemanas, en 1871, y organizó con frecuencia conciertos con el estreno de obras de sus miembros —como harían con Fauré, Franck, Lalo, y con el mismo Saint-Saëns— y más tarde de otros compositores, como Emmanuel Chabrier, Debussy, Paul Dukas y Ravel. Desde esta presidencia, la actividad de Saint-Saëns fue determinante en la evolución de la música francesa.
En la primavera de 1871, dada la difícil situación que se vivió con la revuelta de la Comuna de París, Camille, de acuerdo con su madre, reunió algo de dinero y se refugió en Londres, donde se encontró con muchos otros compatriotas, entre ellos Gounod. Debutó con un concierto de ayuda de la Musical Union, que tuvo una gran acogida y en el que el público le demostró un cariño que siempre recordó y que le llevó a viajar frecuentemente a Inglaterra. En esa ocasión dio varios recitales al órgano en el Albert Hall.
A partir de ese momento, comenzó a escribir habitualmente en los periódicos, en el Renaissance littéraire y artistique (Renacimiento Literario y Artístico) —donde firmó como «Phémius»—, en la Gazette musicale (Gaceta Musical) y en la Revue bleue (Revista Azul), donde polemizó con muchos compositores, entre otros con el mismísimo Vincent d'Indy.
En 1872 estrenó por fin una ópera, La princesse jaune (La princesa amarilla), obra cómica de un solo acto que escribió para Camille Laclos tras haber desestimado Le timbre d'Argent. A propuesta de Laclos, el libretista fue Louis Gallet, a quien Saint-Saëns no conocía, pero que fue desde ese momento uno de sus mejores amigos y colaboradores. La obra fue un gran éxito. Ese año murió su tía abuela, Charlotte Masson, una de las personas a quien más quiso en toda su vida.
En 1873 organizó y dirigió en París un concierto dedicado exclusivamente a obras de Liszt, y fue el primero en estrenar en Francia sus Poemas sinfónicos. También había sido, el año anterior, 1871, el primer compositor francés en escribir uno: La rueca de Onfalia. Más tarde le siguieron otros poemas: Phaéton (1873), La danza macabra (1874) y La juventud de Hércules (1877).
En julio de 1874 volvió a Londres como invitado en un concierto de la Orquesta Filarmónica Real, en el que se interpretó su Segundo concierto. Fue considerado tan moderno que incluso un crítico no fue capaz de determinar en qué tonalidad estaba escrito.

### Matrimonio y paternidad
Respecto a la noticia dada por algunos biógrafos de que Saint-Saëns era homosexual (lo que en esos días era considerado una abominación) y nunca demostró mucho entusiasmo por el matrimonio, Ries considera que no existen pruebas firmes al respecto. Por su parte, Mitchell Morris califica de dudosa autenticidad la historia que cuenta como Saint-Säens en cierta ocasión, acusado en público de sodomía, replicó: «¡No soy homosexual, soy pederasta!» («Je ne suis pas homosexuel, je suis pédéraste!»).
En 1875, a los 40 años de edad, conoció a una joven de 19 años, Marie-Laure Truffot († Burdeos, 1950), hija de Rodrigues Philippe Truffot, próspero industrial y asimismo alcalde de Le Cateau-Cambrésis. Contrajeron matrimonio el 3 de febrero de 1875 en Cateau y nada más casarse, declaró que estaba demasiado ocupado para realizar el viaje de novios e instaló a su esposa en un apartamento en París, bajo la tutela directa de su propia madre. De alguna manera tuvieron dos hijos, André y Jean-François. El primero falleció el 28 de mayo de 1878, a los dos años de edad, al caer desde una ventana de su apartamento de la rue Monsieur-le-Prince, situada en un cuarto piso. Marie, por la tristeza, fue incapaz de seguir alimentando al pequeño Jean-François y lo envió con su madre. Seis semanas más tarde, el 7 de julio, el bebé, de solo siete meses, falleció, incapaz de superar una malaria. Saint-Saëns culpó a Marie de ambas muertes. Tres años más tarde, a la vuelta de una de sus escapadas al exterior, le escribió diciéndole que nunca más volvería a vivir con ella. No se divorciaron, pero vivieron separados el resto de sus vidas, sin verse ni establecer ningún tipo de comunicación. Sin embargo, en 1921, ella acudió —aunque oculta con un velo— al funeral de su exmarido. En 1950 Marie-Laure Truffot murió en Cauderan, una pequeña ciudad cerca de Burdeos, a la edad de 95 años.

### Años de madurez
A pesar de ser una época muy desafortunada, Saint-Saëns compuso sin descanso en la que fue una de las etapas más fecundas de su vida. Viajó a Bayreuth (Alemania) en 1876 y escribió siete largos artículos para el diario L’Estafette y una serie llamada «Harmonie y mélodie» («Armonía y melodía»), para Le Voltaire.
En 1877, estrenó finalmente la ópera Le timbre d’argent, en el Teatro Lírico Dramático de París. Dedicó la obra a Albert Libon, rico mecenas que le ofreció 100 000 francos para que se pudiera dedicar solamente a la composición. Albert Libon murió ese mismo año y Saint-Saëns compuso, a la memoria de su benefactor, su Réquiem, que estrenó el 22 de mayo en la Iglesia de Saint-Sulpice.
Ese mismo año acabó la ópera Sansón y Dalila, con libreto de Ferdinand Lemaire, una historia bíblica (basada en los capítulos 13 al 16 del Libro de los Jueces) que no fue bien acogida por sus allegados cuando les tocó las partes que ya tenía escritas. Solo obtuvo el apoyo de Liszt, que le consiguió una producción de la obra para Weimar a final de ese mismo año, lo que animó a Saint-Saëns a completarla. Liszt mismo dirigió con gran éxito el estreno, al que asistió su gran amigo, Gabriel Fauré; luego se representó en Colonia, Hamburgo, Praga y Dresde. Sin embargo, la ópera no se estrenó en Francia sino hasta doce años más tarde, y no en la capital, sino en Ruan. En ausencia de Saint-Saëns, el editor Durand contó con la supervisión de Fauré para su estreno. Solo cuando ya había sido presentada en una docena de ciudades de provincia, pudo oírse, al fin, en 1890, en el Teatro Eden de París. Esta ópera llegó a ser una de las obras más conocidas de Saint-Saëns, y durante mucho tiempo se mantuvo en el repertorio.
En el verano de 1879 volvió a Inglaterra para una interpretación de su cantata La Lyre et le Harpe en el Festival de Birmingham. Gracias a la baronesa de Caters, fue invitado al Castillo de Windsor y presentado a la reina Victoria. En sus memorias Saint-Saëns recuerda la sorpresa que le causó este encuentro, cuando la reina fue a su habitación para pedirle que tocara para ella el órgano y luego el piano. La velada finalizó con el honor de acompañar a la reina al piano mientras cantaba el aria de Etienne Marcel. La reina incluso sugirió la posibilidad de montar ella misma la obra en el Covent Garden, aunque luego no fructificó esa iniciativa.
Su gran amor por Inglaterra le llevó a elegir para su siguiente ópera un tema inglés, Henri VIII, y contó con un libreto de Armand Sylvestre y Léonce Détroyat basado en Shakespeare y Calderón. Su gran amistad con el bibliotecario del palacio de Buckingham le permitió estudiar muchas partituras de música inglesa, incluidas las originales de Händel. Mientras trabajaba en la obra fue elegido, en 1881, miembro de la Academia de Bellas Artes. Los ensayos comenzaron en el otoño del año siguiente y se estrenó el 5 de marzo de 1883 con un gran éxito, pero en ausencia de Saint-Saëns a quien los médicos habían prescrito un periodo de reposo, que pasó en Argel y luego en Cauterets. Volvió a la capital francesa en octubre y se encontró con que Henri VIII había sido incluido en el repertorio de la Ópera de París. En 1884 fue nombrado Oficial de la Legión de Honor.
Dos años más tarde, en 1886, Vincent d'Indy y sus aliados lograron al fin, disgustados con la decisión de interpretar obras de compositores extranjeros, apartar a Saint-Saëns de la Sociedad Nacional de Música. Sin embargo, fue uno de sus mejores años. Finalizó la Sinfonía nº 3, para la Royal Philharmocic Society. La obra se estrenó el 19 de mayo de 1886 en Londres, dirigida por el propio compositor. Unos meses más tarde, la obra fue dedicada a la memoria de Franz Liszt, que había fallecido en Bayreuth el 31 de julio de 1886. Se fue de vacaciones a un pequeño pueblecito de Austria, donde compuso en pocos días El carnaval de los animales, una obra que él consideró siempre un divertimento y que tan solo fue publicada enteramente a su muerte (solo accedió a publicar en vida la tremendamente popular Le Cygne, para violonchelo y piano). Ambas llegaron a ser sus dos obras más populares.
La vida de Benvenuto Cellini siempre había fascinado a Saint-Saëns,y decidió dedicarle su siguiente ópera. La llamó Ascanio, ya que Berlioz había empleado en una obra suya el nombre del escultor. Comenzó en 1887 y le ocupó todo el año siguiente; la obra fue aceptada, se fijó el estreno para el 31 de marzo de 1889, y los ensayos programados para principios de ese mismo año. Su madre murió el 18 de diciembre de 1888. Cayó en una profunda depresión e incluso pensó en el suicidio. El dolor le hizo alejarse de Francia y, para general sorpresa, el compositor desapareció. En su domicilio solo dieron explicaciones sobre un repentino viaje a un lugar desconocido. Ascanio se estrenó y Saint-Saëns no asistió. Se hicieron suposiciones sobre una supuesta locura e incluso se habló de un secuestro.

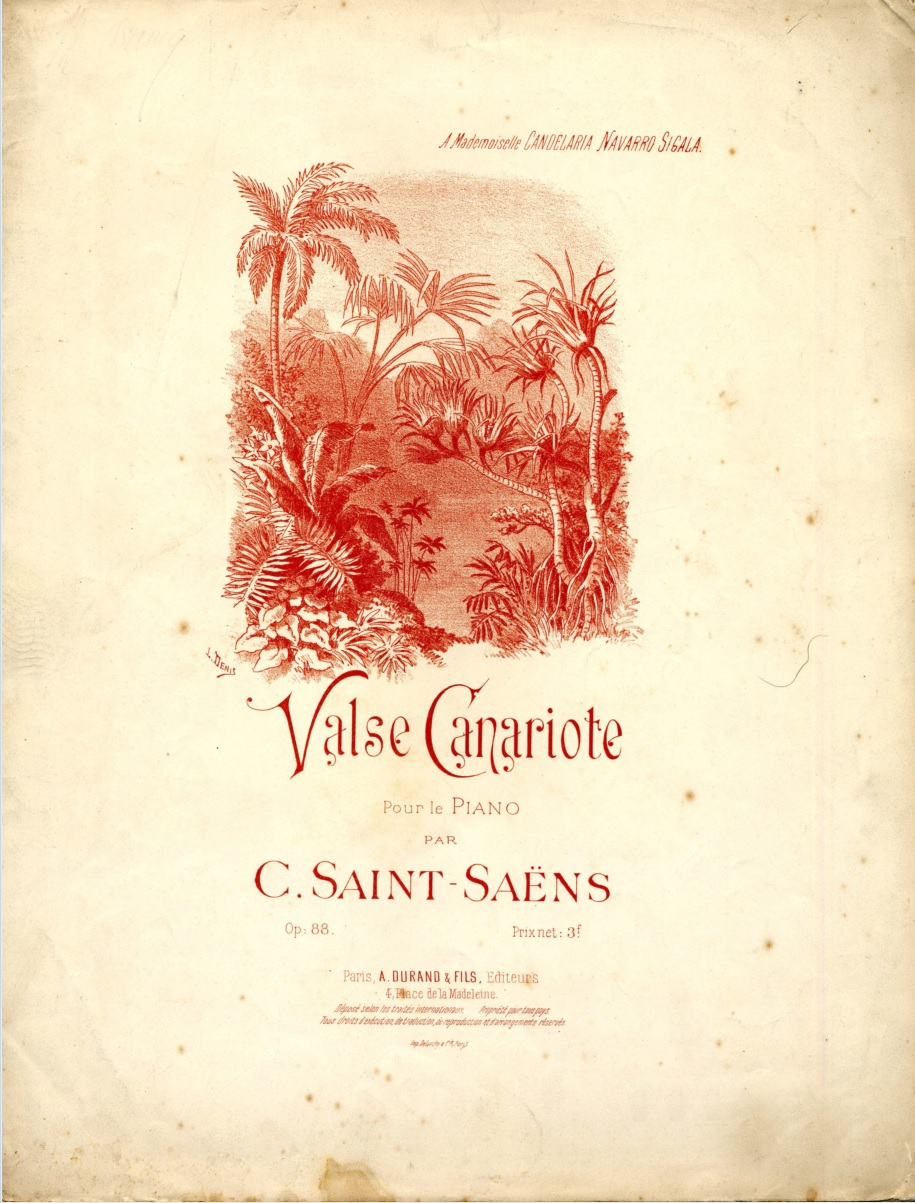
Cubierta de la partitura

Viajó a Argelia, a Egipto y pasó luego una temporada en la isla de Gran Canaria (Islas Canarias), donde adoptó el seudónimo «Charles Sannois». Hasta el verano no se tuvieron noticias suyas, en que fue visto en Gran Canaria y se sintió, por tanto, obligado a regresar a París. De allí el nombre del «Valse de Canariote» debido a su devoción por las Islas Canarias, aun cuando cuya composición realizó en París en 1890, dedicó a la joven pianista Candelaria Navarro Sigala impactado por la magistral interpretación de su célebre «Danza Macabra» creyendo estarla tocando para un recién conocido comisionista francés, esto sin saber aún que se encontraba precisamente en presencia del mismo compositor.
Estas vacaciones le provocaron un enorme deseo de viajar, cosa que no dejó de hacer los años siguientes.

### Los años en Dieppe

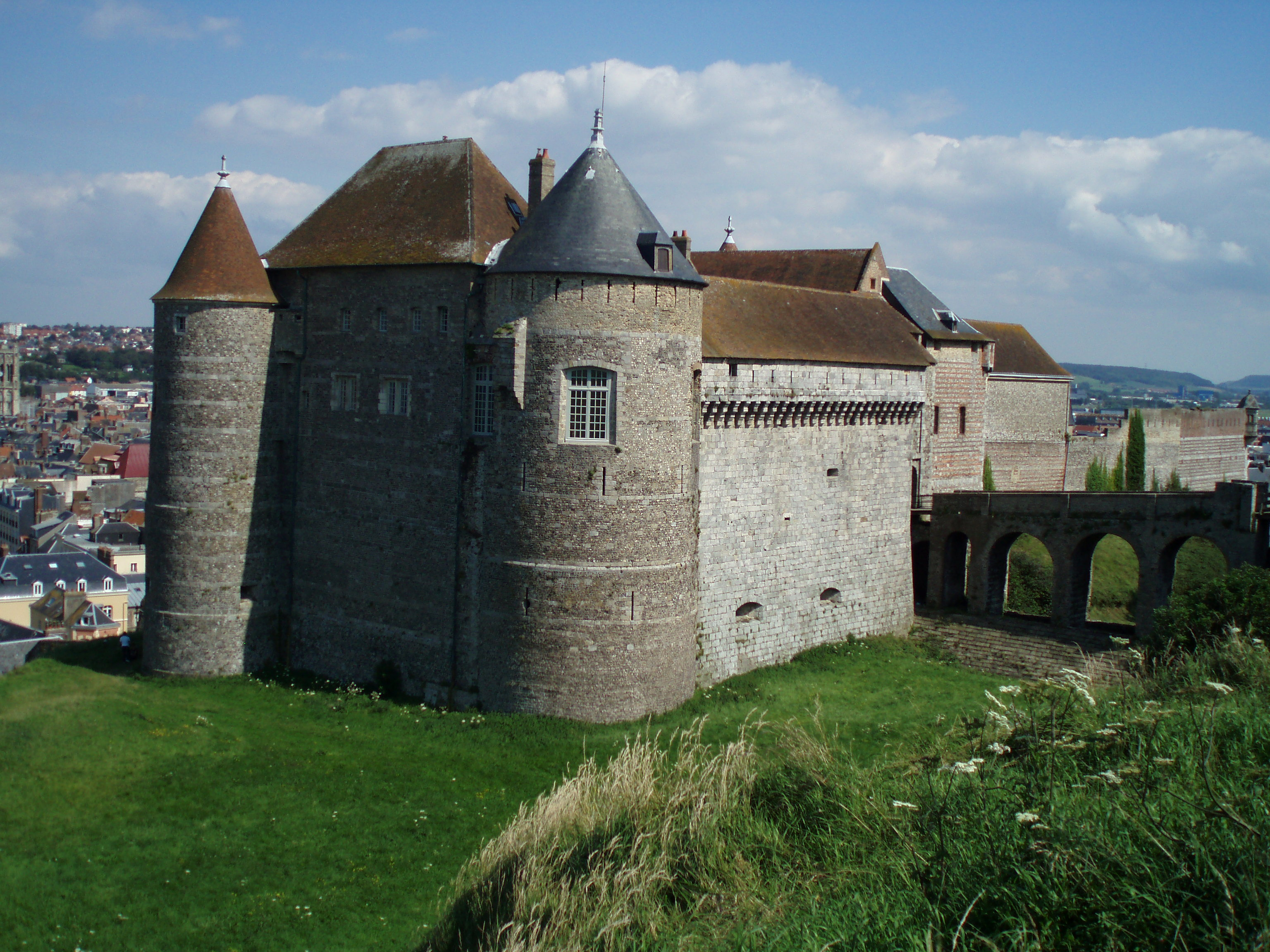
Castillo-museo de Dieppe, con un salón dedicado a Camille Saint-Saëns.

Ese mismo año se instaló definitivamente en Dieppe, pequeña localidad de la Alta Normandía donde había nacido su padre y que llegó a considerar su lugar de adopción. En 1890 se abrió allí un pequeño museo Camille Saint-Saëns, al que legó parte de sus pertenencias, que hoy son expuestas en el Château-Musée de Dieppe, en el Salón Saint-Saëns. Ese mismo año 1890 publicó su primer libro, un poemario titulado Rimes familières (Rimas familiares).
En el invierno de 1891 estuvo en Ceilán (actualmente Sri Lanka), y allí revisó Proserpina. Volvió a Egipto y encontró El Cairo muy placentero, permaneció allí una larga temporada y escribió África, una fantasía para piano. A causa de sus giras de concierto, viajaba frecuentemente y comenzó a escribir una serie de artículos de recuerdos para La Revue bleue. Conoció casi toda Europa, Escandinavia, América del Sur —Argentina y Uruguay, donde escribió el himno nacional para el Partido Colorado— y Asia —la isla de Ceilán (en el sur de la India), Saigón (en Indochina) y el Lejano Oriente.

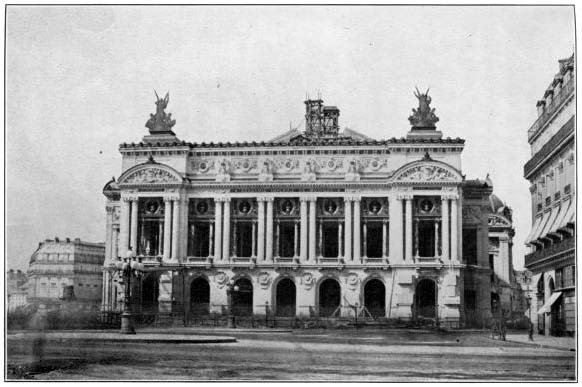
Teatro de la Opera de París, donde estrenó Samson et Dalila en 1892 (hacia 1900).

En 1892, Samson et Dalila se representó con gran éxito en la Ópera de París. Estrenó en la Comédie Française la música restaurada de Jean-Baptiste Lully Le Sicilien, ou L'amour peintre. Más tarde entregó la música de Charpentier para Le malade imaginaire (El enfermo imaginario), de Molière, en el Grand-Théâtre. Él mismo publicó una comedia en la editorial Calmann-Lévy: La Crampe des écrivains, que se presentó en el Teatro municipal de Argel el 17 de marzo de ese año.
En 1893 dirigió Samson et Dalila en el Covent Garden, en una versión de oratorio, ya que la Iglesia Anglicana no permitía las representaciones de personajes bíblicos en la ópera. En junio de ese mismo año fue nombrado —junto a su amigo Chaikovski, Max Bruch y Arrigo Boito— Doctor Honoris Causa en Música por la Universidad de Cambridge. En ese viaje volvió a asistir a una cena en el Castillo de Windsor con la reina. En sus memorias también habló de este encuentro y del interés que mostró la reina por la suerte de su ópera Enrique VIII.
A partir de 1894, supervisó la edición completa de las obras de Jean-Philippe Rameau para la editorial Durand. A los ojos del mundo, era ya el más grande compositor francés vivo.

### Últimos años

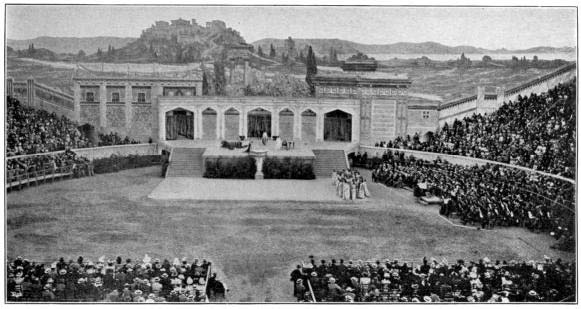
Primera representación de la ópera Dejanire, en las Arenas de Beziers.

En 1895 hizo un viaje por el Lejano Oriente, en el que visitó gran parte de China. Ese mismo año se representó Frédégonde en la Ópera de París. Él mismo acabó y rebautizó Brunehilda, obra que Ernest Guiraud había dejado inconclusa.
En 1896 se celebró un concierto en la Sala Pleyel en conmemoración del 50.º aniversario de su primer concierto público. Ese mismo año solicitó la ayuda del mecenas Fernand Castelbon de Beauxhostes, para sufragar la reparación de las arenas de Béziers. La existencia de ruinas sin uso hizo pensar a Castelbon en montar una serie de espectáculos populares al aire libre, en el mismo espíritu que animó las representaciones de las tragedias griegas. La serie de los Festivales de Béziers se abrió con la ópera Dejanire, con libreto de Louis Gallet y decorados de Marcel Jambon. El 28 de agosto de 1898 una total de 8000 personas asistieron a la representación. La orquesta requerida comprendía la Guardia Municipal de Barcelona, la Lyre Biterroise (la formación de Castelbon), 110 cuerdas, 18 arpas, 245 trompetas y más de 200 cornetas. El estreno fue sensacional y lo dirigió Fauré, y se contó para los principales papeles con Felia Litvinne (Dejanire) y Lucien Muratore (Hércules). La obra se repitió el año siguiente. Para conmemorar el inicio del siglo, Castelbon le quiso encargar un nuevo trabajo, pero él le sugirió que lo hiciera Fauré, que estrenó Prometeo.
En la inauguración de la Exposición Universal de París (1900) se estrenó Le feu céleste (El fuego celeste), una cantata que festeja la electricidad y que muestra el interés que Saint-Saëns, con 65 años, aún conservaba por todas las cosas que sucedían a su alrededor, y en especial, por los avances científicos. Fue nombrado Gran Oficial de la Legión de Honor y condecorado con la Cruz del Mérito, otorgada por el emperador Guillermo II de Alemania y rey de Prusia. En 1901 fue nombrado presidente de la Academia de las Bellas Artes y un año más tarde, en 1902, fue nombrado Comendador de la Real Orden Victoriana, a lo que siguió la composición de una marcha para la coronación de Eduardo VII. El 2 de agosto estrenó en Béziers Parysatis, basada en la célebre novela de Jane Dieulafouy (quien escribió el libreto), y en la que utilizó nada menos que 450 instrumentistas y 205 cornetas. También fue un gran éxito, aunque Fauré, en una carta enviada a su mujer, de forma un poco maliciosa lo compara con el que él mismo había tenido con el estreno de Prometeo: un éxito «olympian» frente a un éxito «olympic».
Pese a todas las distinciones públicas, Saint-Saëns vivió el resto de su vida acompañado únicamente de sus perros, en especial de su caniche Dalila. Sir Thomas Beecham —quien dirigió a Saint-Saëns en la interpretación de los conciertos de piano del propio compositor— le describió como «un hombre extremadamente irritable» («a most irritable man»).

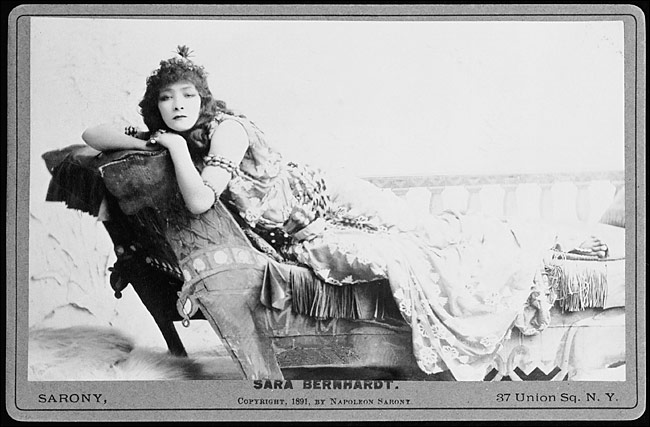
Sarah Bernhardt, quien bailó Andrómaca (aquí en 1891, como Cleopatra).

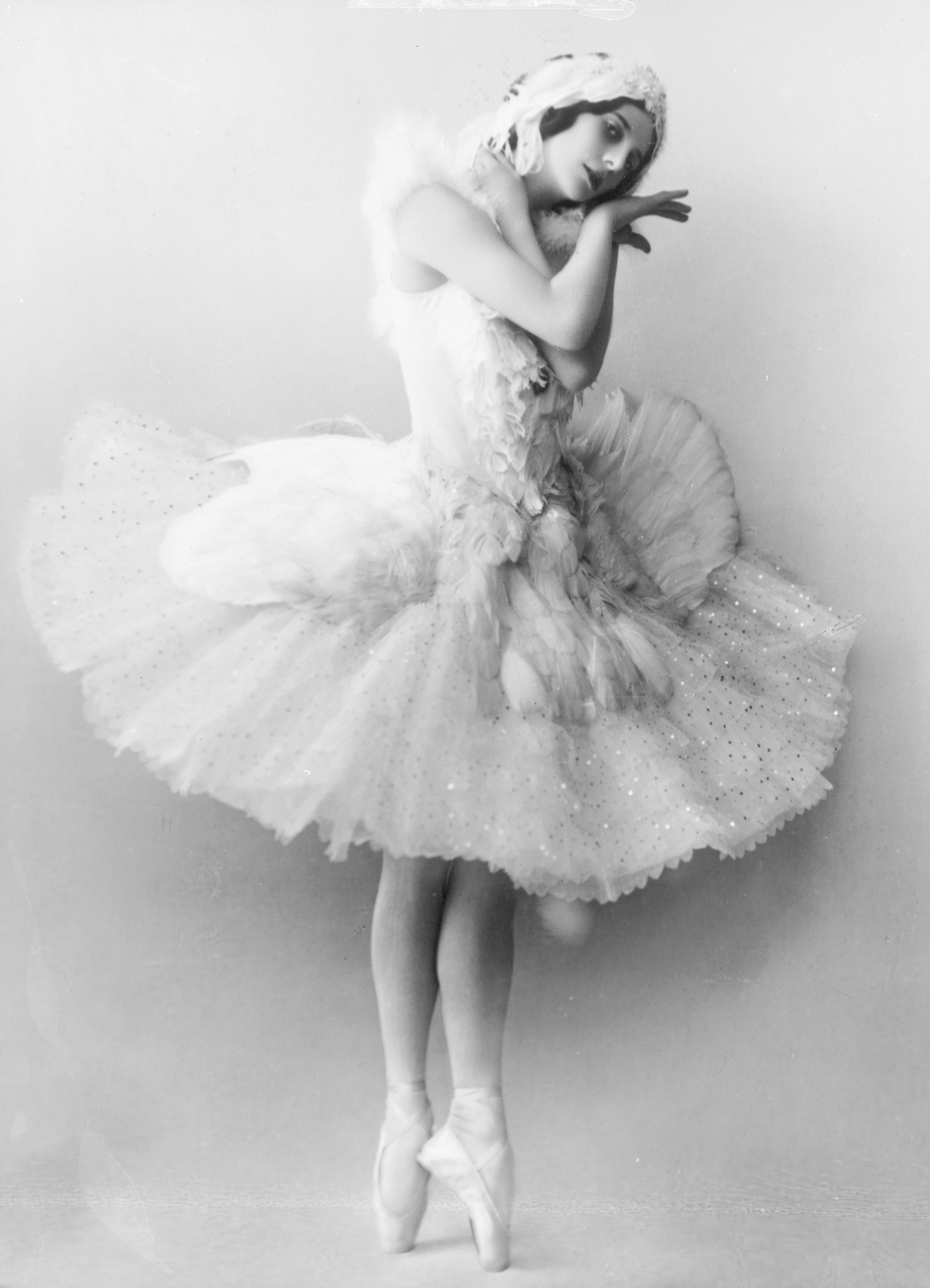
Ana Pavlova bailando El cisne.

El 8 de febrero de 1903, Sarah Bernhardt bailó Andromaque, ballet con música que ella misma encargó a Saint-Saëns. Este publicó ese mismo año en Calmann Lévy, la comedia Le Roi Apepi, que se estrenó en el Teatro Municipal de Béziers el 13 de agosto. En 1905 Saint-Saëns permitió al coreógrafo ruso Michel Fokine usar Le cygne (El cisne) (de El carnaval de los animales) para el espectáculo de Anna Pávlova The Dying Swan (La muerte del cisne), que sería el comienzo de la carrera de la bailarina y uno de sus más afamados ballets.
En 1906 viajó por vez primera a los Estados Unidos, y dio conciertos en Filadelfia, Chicago y Washington. La gira resultó muy penosa, ya que Saint-Saëns enfermó. Se repuso a su vuelta a París y, en agradecimiento, compuso Praise ye the Lord, una obra para doble coro, orquesta y órgano. En 1907, fue nombrado doctor honoris causa por la Universidad de Oxford, y la ciudad de Dieppe le honró con una estatua, acto al que asistió el compositor. En 1908, fue el primer compositor de renombre en escribir para el cine, pues compuso la música para L'assassinat du duc de Guise (El asesinato del duque de Guisa), película de André Calmettes y de Charles Le Bargy, que fue el primer film que cosechó un gran éxito popular. El mismo año publicó una Ode à Berlioz (Oda a Berlioz) y la comedia Botriocéphale, que se estrenó en París.

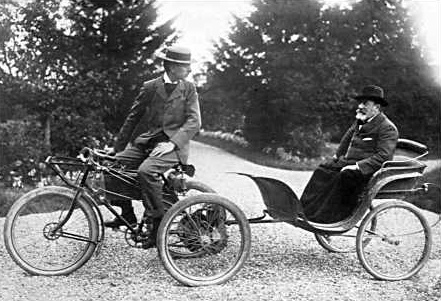
Saint-Saëns en triciclo (publicado en la revista Música, 1907).

En la temporada de 1910-1911, el Théâtre de Argelia programó cinco de sus óperas seguidas, y en 1913 recibió en El Cairo la Gran Cruz de la Legión de Honor. En 1914 escribió una serie de artículos intitulados Germanophilie, donde denunciaba lo que él consideraba una progresiva banalización de la música alemana, incluyendo en ella la música, antes tan estimada, de Wagner. En 1915 viajó por segunda vez a los Estados Unidos y dio una serie de conferencias y conciertos en Nueva York y en San Francisco. Al año siguiente, hizo una gran gira de cuatro meses por América del Sur.
El 6 de agosto de 1921, para celebrar sus 75 años de carrera como pianista, dio un concierto de sus obras en el Casino de Dieppe. El 21 fue a Béziers para dirigir una reposición de Antígona. De regreso a Argel, donde pasaba largas temporadas, trabajó en la orquestación de algunas obras. Camille Saint-Saëns falleció, víctima de sus afecciones pulmonares el 16 de diciembre de 1921, a los 86 años, en el Hôtel de l’Oasis, de Argel, en un día que pasó apaciblemente y en el que trabajó un poco e incluso cantó algunas arias de Verdi. Sus restos mortales se trasladaron a París para celebrar el 24 de diciembre un funeral de estado, de una majestuosidad imponente, en la iglesia de la Madeleine. Sus restos se inhumaron en el Cementerio de Montparnasse, al lado de los de su madre y de los de sus dos pequeños, que tanto quiso. En el cementerio de Montparnasse leyó un discurso Léon Bérard, Ministro de Instrucción Pública y Bellas Artes. Finalizaba con las siguientes palabras:

Las obras maestras de Saint-Saëns son uno de los más gloriosos resplandores del genio francés. (Les chefs-d'œuvre de Saint-Saëns sont un des plus glorieux rayonnements du génie français).
Léon Bérard

En 1937, el escultor Henri-Louis Bouchard hizo una estela conmemorativa en mármol para el vestíbulo de la Opéra de París, en reconocimiento a la importancia de Saint-Saëns para la historia de la música francesa. Muchas ciudades le han dedicado una calle, como París, Marsella, Carcasona, Amiens, Brest, Ruan, Béziers, Fontainebleau, etcétera. En Ruan, desde 1956, hay un instituto en su honor, el Liceo Camille Saint-Saëns.

## Obra

### Estilo compositivo
Hoy se considera a Saint-Saëns un compositor de espíritu ecléctico y refinado. Sus obras han sido calificadas como lógicas y limpias, de sólida y equilibrada arquitectura. La obra pianística, pese a no ser tan profunda ni emotiva como la de algunos de sus contemporáneos, constituye la continuidad estilística entre Liszt y Ravel. También ha sido considerado «el más alemán de los compositores franceses», a causa de su fantástica habilidad en la elaboración temática.
Su música, que sigue la tradición clásica francesa, es elegante y precisa en el detalle y la forma, y combina el estilo lírico de la música francesa del siglo XIX con una mayor calidad formal. A pesar de que el estilo de sus últimas obras se consideró obsoleto, en sus inicios Saint-Saëns había explorado muchas formas nuevas. Sus obras están ligadas estrechamente a la tradición clásica, y hay quien le ha considerado un precursor del neoclasicismo musical.

### Composiciones
Saint-Saëns, a lo largo de sus 86 años de vida, dejó una producción musical considerable (más de 400 obras). Para la escena compuso trece óperas, entre otras: La Princesse jaune (opéra-comique, 1872); Le Timbre d’argent (1877); Samson et Dalila, ópera, su obra maestra; Étienne Marcel, ópera (Lyon, 1879), Henri VIII, ópera (1883); Ascanio, ópera (1890); Déjanire, tragedia lírica (1898); Les Barbares, tragedia lírica (1901); Parysatis, drama lírico (1902); Hélène, poema lírico (1904); L'Ancêtre, drama lírico (1906); la ópera cómica Phryné (1893), el ballet Javotte (1896) y una sátira de la música moderna: Le Château de la Roche-Cardon.
Compuso además cuatro sinfonías, de las cuales la Sinfonía n.º 3 en do menor para órgano, piano y orquesta (1886) es la más conocida; cuatro poemas sinfónicos: Le Rouet d’Omphale [La rueca de Onfalia] —primer poema sinfónico escrito por un compositor francés, en 1871—, Phaéton (1873), La Danse macabre (Danza macabra) (1874), La Jeunesse d’Hercule (La juventud de Hércules) (1877); suites de orquesta, como la Suite algérienne (Suite argelina), Une nuit à Lisbonne, la Jota aragonaise (1880), Ouverture de fête (1909); cinco conciertos para piano (estrenados por él mismo), tres conciertos para violín, para violonchelo; romances para flautas y para corno y orquesta; fantasías como la Rapsodie bretonne, la Rapsodie d’Auvergne, Africa, para piano y orquesta; una suite humorística: Le Carnaval des animaux (publicada a su muerte en mayo de 1922).
También escribió música de escena para Horace (1860), Antigone (1893), Lola (1900), Andromaque (1903), On ne badine pas avec l’amour (1917); cantatas y oratorios, como Le Déluge (1875), La Fiancée du Timbalier (1887), La Nuit persane (1891), Hymne à la paix (1919), Ivanhoé; música religiosa: una Messe (1856), el Oratoire de Noël (Oratorio de Navidad; 1858); música de cámara, entre otras un Septuor avec trompette (1881), un Quintette avec piano (1855), un Quatuor avec piano (1875), dos Quatuors à cordes (1899 et 1918), dos Tríos para violín, violonchelo y piano; sonatas para diversos instrumentos; piezas para piano a dos manos, entre otras Études, o para dos pianos, como las Variations sur un thème de Beethoven (1874), el Scherzo (1889), el Caprice arabe (1894), el Caprice héroïque (1898); piezas para órgano, principalmente: Trois rapsodies sur des cantiques bretons (1866), Trois Fantaisies, seis Préludes et Fugues (1894 y 1898), siete Improvisations (1898); música vocal, «mélodies» como Le Pas d’armes du roi Jean, La Cloche, etc.
Sus obras más destacadas son, sin duda, la ópera Samson et Dalila, el poema sinfónico Danza macabra, El carnaval de los animales y la Sinfonía n.º 3 con órgano. También es recordado por haber sido uno de los primeros compositores de música cinematográfica, concretamente por la música de la película L'Assassinat du duc de Guise.

## Legado

### Relaciones con otros compositores

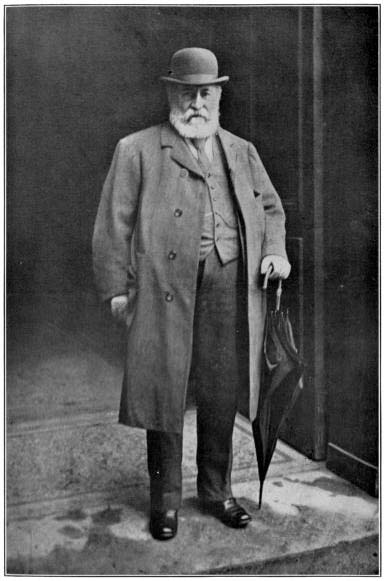
Saint-Saëns (en sus últimos años).

Durante su vida, Saint-Saëns fue amigo o enemigo de la mayor parte de los compositores europeos más destacados. Fue amigo de Franz Liszt hasta su muerte, y mantuvo una profunda amistad con su alumno Gabriel Fauré. A pesar de ser un defensor infatigable de la música francesa, Saint-Saëns menospreciaba abiertamente a muchos de sus colegas franceses, por ejemplo, a Jules Massenet o al organista César Franck (belga, pero en la órbita musical francesa). Además, detestaba la música de Claude Debussy. Él mismo comentó en cierta ocasión a Édouard Lalo: «He venido a París solamente para hablar mal de Pelléas y Mélisande». La hostilidad personal era recíproca; Debussy, por su parte, decía con sarcasmo: «Tengo horror al sentimentalismo, y no me arriesgo a equivocarme si digo que su nombre es Saint-Saëns». No obstante, en otras ocasiones Debussy reconoció que admiraba el talento musical de Saint-Saëns: «El Sr. Saint-Saëns es el francés que mejor conoce la música».
En Francia, Saint-Saëns fue uno de los primeros defensores de la música de Wagner, y propuso fragmentos de sus óperas en sus lecciones de la École Niedermeyer y estuvo a cargo de la primera interpretación francesa de la Marcha de Tannhäuser. El mismo Wagner quedó estupefacto al ver a Saint-Saëns interpretar a primera vista las partituras orquestrales completas de Lohengrin, Tristán e Isolda y Siegfried, y le sugirió a Hans von Bülow que cabría asignar al francés el calificativo de la más grande mente musical de la época.
A pesar de ello, y aun apreciando su fuerza, Saint-Saëns declaraba que no se consideraba seguidor de la ópera wagneriana. En 1886, después de algunos comentarios particularmente duros y antigermánicos tras el estreno parisino de Lohengrin, la crítica musical alemana se volvió contra Saint-Saëns. Sus relaciones con Alemania mejoraron con el nuevo siglo, pero en torno a la Primera Guerra Mundial, Saint-Saëns atrajo la hostilidad tanto de los franceses como de los alemanes con una serie de artículos provocadores, titulados Germanophilie, que atacaban con violencia a Wagner.
En 1898 citó como compositores predilectos a Jean-Philippe Rameau, Etienne Méhul y Louis Hérold.
Es sabido que el 29 de mayo de 1913 Saint-Saëns abandonó la sala donde se estrenaba La consagración de la primavera, de Ígor Stravinski, enfurecido, por lo que él cuenta, por el uso innovador del fagot (según él, inapropiado) en los compases iniciales de la obra.

### Sarasate y Saint-Saëns
Camille Saint-Saëns fue gran amigo del violinista español Pablo Sarasate, al que dedicó el Concerstuck op. 20, la Introduction et Rondo Capriccioso (Introducción y rondó caprichoso), op. 28, y el Tercer concierto para violín y orquesta, op. 61. Saint-Saëns, que realizó en 1880 una gira por distintas ciudades españolas invitado por Pablo Sarasate, se inspiró para alguna de sus obras en aires y ritmos españoles aportados por el virtuoso navarro. Este fue el difusor de la música de Saint-Saëns en Alemania, en los Países Bajos, en Rusia y en América. Como señala Leopold Auer, «a Sarasate le corresponde la distinción de haber popularizado los conciertos de Max Bruch, Lalo y Saint-Saëns». Según contaba el violinista español Juan Manén, contemporáneo de ambos, en la década de 1860 Saint-Saëns y Sarasate debían interpretar dúos «en los más conspicuos salones parisinos» sin otra retribución que las cenas servidas después del concierto. Años más tarde, escribiría Saint-Saëns: «Muchos años han pasado desde que por primera vez vi llegar a mi casa lleno de juventud y de vigor a Pablo Sarasate, célebre ya cuando apenas apuntaba el bigote sobre su labio. Me pidió con gran donaire y como si fuera cosa sencillísima que compusiera un concierto para él. Halagado y agradablemente impresionado, prometí lo que pidió, y cumplí mi palabra escribiendo un concierto en la mayor al que puso por nombre mi amigo, sin que haya podido saber nunca la causa, Concert-Stück».

### Fama
Saint-Saëns inició su carrera de compositor como un innovador, introduciendo en Francia el poema sinfónico y constituyéndose en paladín de la música de l'avenir de Liszt y de Wagner, en una época en que los modelos de referencia eran Bach y Mozart. Representó la personificación de la modernidad artística en las décadas de 1850 y 1860, pero después se transformó en un personaje reaccionario. A principios del siglo XX, Saint-Saëns era ya un ultraconservador que luchaba contra las influencias de Debussy y de Richard Strauss. Pero esto no resulta sorprendente si se tiene en cuenta que la carrera de Saint-Saëns comenzó cuando Frédéric Chopin y Felix Mendelssohn estaban en la cima del éxito, y concluyó cuando empezó a difundirse el jazz; pero aún hoy, la que prevalece es la imagen de hombre irritable.
Como compositor, Saint-Saëns ha sido criticado a menudo por su negativa a abrazar el romanticismo y al mismo tiempo, y de modo paradójico, por su adhesión a las convenciones del lenguaje musical del siglo XIX. La figura de Saint-Saëns se ha situado siempre en la frontera que separa a los compositores famosos de aquellos conocidos solo por los entendidos, y fue reconocido como «el más grande compositor de segunda fila» o como «el más grande compositor privado de genio». Se le recuerda especialmente por algunas obras populares pero poco apreciadas por la crítica, como la ópera Sansón y Dalila y sobre todo por El carnaval de los animales.
Sus interpretaciones de Mozart provocaron la emoción de Marcel Proust, quien lo admiró y quien —siguiendo los consejos de su amigo Reynaldo Hahn— haría de él el personaje de Vinteuil en su obra Un amor de Swann.